# Luís Duque
Luís José Vieira Duque (Elvas, Assunção, 19 de Outubro de 1957) é um advogado, empresário, político e dirigente desportivo português.

## Biografia

### Infância e Juventude
Segundo de oito filhos e filhas de Francisco Gonçalves Duque (Lisboa, Santa Isabel, 20 de Dezembro de 1925), Procurador da República em várias Comarcas, as de Nisa, Elvas e Penafiel, depois Notário e Advogado em Coruche e Lisboa, de ascendência Minhota originária de Covas, Vila Nova de Cerveira, com ligações à agricultura, e ao comércio em Lisboa, e de sua mulher Maria da Graça Miguéns Vieira (Nisa, Nossa Senhora da Graça, 10 de Fevereiro de 1936), filha duma figura muito estimada em Nisa conhecida pelo seu sportinguismo ferrenho e amor à terra, o qual era neto paterno do 1.º Visconde de Vale de Sobreira, este sobrinho materno do 1.º Barão de Maxial, aristocracia rural do Alto Alentejo. É irmão do antigo Cabo do Grupo de Forcados do Aposento da Moita Manuel Maria Vieira Duque.
Concluiu os estudos secundários no Liceu Camões, em Lisboa, ingressando em seguida na Faculdade de Direito da Universidade de Lisboa.

### Percurso Universitário
Licenciado em Direito pela Faculdade de Direito da Universidade de Lisboa, onde praticou râguebi, tendo praticado ainda corrida de fundo (onde ganhou uma Medalha) e ténis, da Universidade de Lisboa e pós-graduado em Contabilidade e Assessoria Jurídica pela Faculdade de Direito da Universidade Católica Portuguesa, advogado e administrador de empresas, foi adjunto de Nuno Krus Abecasis até ao final da sua Presidência da Câmara Municipal de Lisboa em 1989.

### Percurso Desportivo
Apesar de um dos seus irmãos se ter tornado adepto e sócio do clube rival, o Sport Lisboa e Benfica, tornou-se, como outro de seus irmãos, adepto e sócio como, aliás, todos os seus filhos e as suas filhas, do Sporting Clube de Portugal apenas após a sua saída da Faculdade de Direito e por influência do Secretário de Estado da Justiça do Governo AD de Francisco Pinto Balsemão, Alfredo de Azevedo Soares, de quem era assessor e que o introduziria no CDS, assim como de Mário Garcia, então presidente da AFL e sportinguista e também de João Rocha, Presidente do clube de Alvalade. Foi membro do Conselho Fiscal do seu clube entre 1986 e 1988, na presidência de Amado de Freitas. Posteriormente tornou-se Adjunto da Associação de Futebol de Lisboa e, entre 1993 e 1999, seu Presidente, cargo no qual lutou contra a hegemonia do Futebol Clube do Porto, chegando a ser alvo dum processo, do qual foi ilibado, de irradiação do futebol pelo apoio demonstrado ao seu próprio clube no caso dum jogo Sporting-Ovarense. Desafiou José de Sousa Cintra, e Pedro Miguel de Santana Lopes a candidatarem-se à Presidência do Sporting. Candidatou-se à Presidência da Federação Portuguesa de Futebol em 1998 e sem o apoio oficial do seu clube.
Em 1995 era Administrador da Praça de Touros do Campo Pequeno, em Lisboa.
Entre 1999 e 2001, e durante um ano e três meses, foi o Presidente da Sociedade Anónima Desportiva (SAD) do Sporting Clube de Portugal, durante os mandatos de José Roquette e António Dias da Cunha. Como Presidente da SAD do Sporting quebrou o "jejum" de dezoito anos, sagrando-se o Clube Campeão em 2000, voltando a ser campeão dois anos depois. Demitiu-se da presidência da SAD na sequência de ter pretendido contratar José Mourinho, então sem clube, como treinador, o que não viria a efectivar-se pelo burburinho provocado, com desagrado do Benfica, e por contradição e pressões ferrenhas dalguns adeptos sportinguistas. Em consequência, José Mourinho foi contratado pela União Desportiva de Leiria, que quase conseguiu o feito inédito de ser campeã, antes de ter sido contratado pelo Futebol Clube do Porto, onde obteve grandes êxitos nacionais e internacionais.

### Percurso Político
Foi Deputado eleito pelo CDS - Partido Popular pelo Círculo Eleitoral de Santarém entre 2002 e 2003 e Vereador da Câmara Municipal de Sintra com o Pelouro das Obras Municipais durante a Presidência de Fernando Seara entre 2003 e 2013.

### Regresso ao Sporting Clube de Portugal
Durante a Presidência de Luís Godinho Lopes, durante 15 meses, de 2011 a Outubro de 2012, Luís Duque voltou a ser desta vez Administrador e Vice-Presidente da SAD do seu clube.
Durante o mandato do sucessor de Godinho Lopes, Bruno de Carvalho, foi aprovada em Assembleia-Geral do clube a apresentação de acções de responsabilidade civil contra si e contra três outros dirigentes da antiga e sua Administração, Luís Godinho Lopes, José Filipe Nobre Guedes e Carlos Freitas, acções estas que não vieram a ser procedentes. A mesma Assembleia-Geral decidiu em 2015 aplicar-lhe 1 ano de suspensão de sócio.

### Processos Judiciais
Em 2012 foi acusado no caso que envolveu a transferência em 2000 do futebolista João Manuel Vieira Pinto para o Sporting,  por auxílio evasão fiscal (colaboração na falta de pagamento de IRS do jogador em conexão com o prémio de assinatura), juntamente com outro dirigente do Sporting, Rui Meireles, com o jogador e com o empresário deste, José Veiga, tendo sido absolvido, em 2013, pelo Tribunal da Relação de Lisboa.

### Liga Portuguesa de Futebol Profissional
Foi eleito 8.º Presidente da Direção da Liga Portuguesa de Futebol Profissional e, por inerência, Vice-Presidente da Federação Portuguesa de Futebol a 27 de Novembro de 2014, tendo tomado posse de imediato e até Junho de 2018, numa eleição na qual foi o único candidato, após a anulação da anterior eleição e consequente fim de mandato do seu antecessor Mário Figueiredo, tendo ganho com 46 votos a favor, 5 votos brancos, 2 votos nulos e 1 abstenção, a do Atlético Clube de Portugal, e 3 ausências da votação por oposição, do Sporting Clube de Portugal, do Clube Desportivo Nacional da Madeira e do Clube de Futebol União da Madeira. Abdicou do salário devido às condições financeiras da Liga, e prometeu realizar uma reforma estatutária.
No dia 28 de Julho de 2015 perdeu para Pedro Proença as eleições para a Presidência da Liga Portuguesa de Futebol Profissional, o qual tomou posse a 30 de julho de 2015.

### Família, casamento e descendência
Casou a 2 de Outubro de 1982, com Maria Teresa Félix da Costa Seabra, nascida a 25 de Maio de 1956; deste casamento teve uma filha adotiva e três filhos. Posteriormente, teve mais um filho com Maria Cristina Bitton.